# Port lotniczy Baco
Port lotniczy Baco (kod IATA: BCO, kod ICAO: HABC) – etiopskie lotnisko obsługujące Dżinkę.